# Nupserha nigerrima
Nupserha nigerrima är en skalbaggsart som beskrevs av Hintz 1919. Nupserha nigerrima ingår i släktet Nupserha och familjen långhorningar. Inga underarter finns listade i Catalogue of Life.